# Serrat de Picamill
El Serrat de Picamill és una muntanya de 1.415 metres que es troba al municipi de la Nou de Berguedà, a la comarca catalana del Berguedà.